# Lisa Mattisson
Lisa Mattisson, född 1981, är en svensk fotograf. 
Mattisson har en fil kand-examen i litteraturvetenskap. Även hennes föräldrar arbetade inom media, hennes mor var skrivande journalist och både hennes far och styvfar var fotografer. Vid 30 års ålder beslutade hon sig för att själv gå en fotoutbildning och har sedan försörjt sig som frilansande fotograf. Hon arbetar främst åt Expressen och Dagens Nyheter.
År 2022 utsågs Lisa Mattisson till Årets fotograf i tävlingen Årets bild. Hon blev tredje kvinna att motta utmärkelsen. Hon fick priset för reportagen "Kallar sig sexsekt" och "Byn som S glömde", som publicerats i Expressen, samt "Afghanska migranter fast i ingenmansland" i Dagens Nyheter.
Mattisson har skrivit boken Feminismens ABC utgiven på Leopard förlag 2016.